# Nerssant
Nerssant, né Armand Fain le 14 janvier 1847 à Meudon et mort à Paris le 14 juillet 1903, est un comédien français.

## Biographie
Armand Fain nait le 14 janvier 1847 à Meudon, fils d'Armand Charles Agathon et de Hanniquet Louise Aglaé. Son grand-père est un imprimeur célèbre Armand Louis Jean Fain, frère du Baron Fain.
Abandonnant tôt ses études, il est tout d'abord employé au chemin de fer. Il joint ensuite une troupe amateur donnant des représentations à la salle Beethoven.
Engagé par un certain Wilhem, il débute comme jeune premier, dans le rôle de Gontran de Silly dans "Par droit de conquête" à Millau.
Il se rend ensuite à Périgueux dans la troupe de Monsieur Gatheau un photographe local. La troupe joue à Brive-la-Gaillarde puis fusionne avec une autre compagnie locale, celle de monsieur Courtioux de Toulouse. la troupe donne alors des représentations à Tulle, Guéret et Aubusson.
En 1870 Nerssant, recommandé par Dumas fils, obtient une audition de Montigny directeur du Gymnase de Paris. Hélas la guerre éclate. Tirant un numéro favorable , il est incorporé dans le 8éme bataillon de la garde mobile de la Seine. Devançant l'appel, il part pour Metz le 19 juillet comme secrétaire attaché à l'état major général de l'armée du Rhin. Après la capitulation de Metz il reste prisonnier à Ulm jusqu'au 7 mars 1871 avant de revenir à Paris. Accusé d'avoir participé à la commune de Paris , il est condamné par contumace en 1872 .
Il doit rentrer au théâtre de Montmartre mais signe une tournée avec Maugé en Hollande , Suisse et Belgique. Il incorpore ensuite la troupe de Maurice Coste et termine à l'Alhambra (Bruxelles). Sous la direction de Laborde il monte ensuite Ruy Blas aux Délassements en 1876.La pièce étant un succès il passe ensuite au Théâtre royal du Parc dirigé par Michaut.
En 1880 il rentre en France appelé par Tallien au Théâtre de Cluny. Pour la saison 1881-1882 il signe au Havre avec Stainville. Il rejoue en été 1882 à Cluny puis fait une saison à Reims.

 Il est engagé pour deux ans par Léon Massenet et entame alors une tournée en Amérique du Sud en 1883-1884  
En 1884 à Liège au cours d'une représentation, dans le rôle de d'Artagnan, la scène du théâtre du gymnase s'écroule sous le poids de son cheval.
De retour en France il reste deux ans à la Porte Saint-Martin , puis signe avec Allié aux Variétés.
Pendant la saison 1891-1892 il devient directeur du Théâtre des Arts de Rouen.
 Il joue ensuite à Grenoble pendant la saison 1892-1893.
En 1902 il est le procureur de Moscou dans Michel Strogoff.
Il meurt à son domicile parisien 12 rue de Laghouat le 14 juillet 1903.

## Théâtre

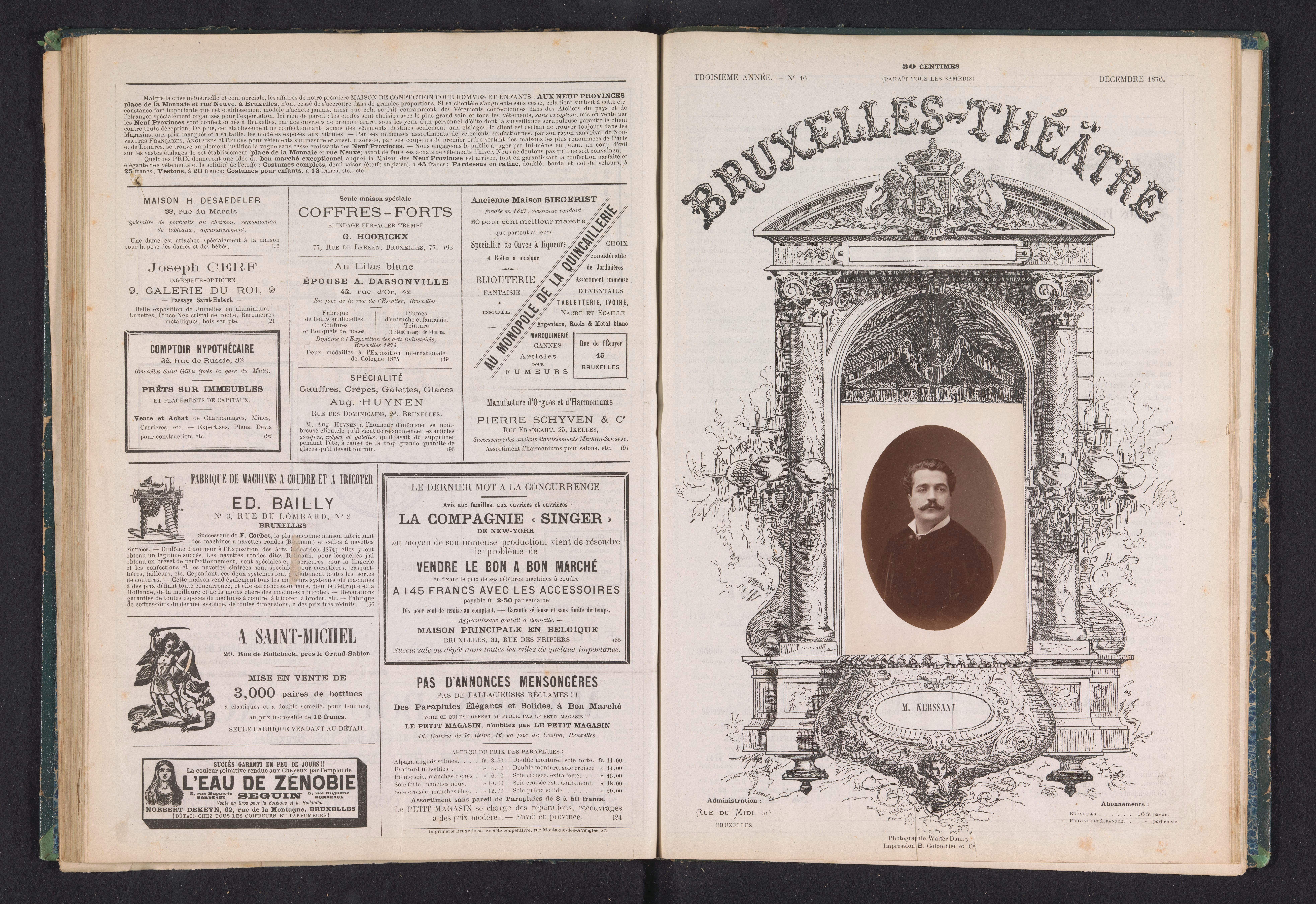

- 1867 Millau: Gontran de Silly dans "Par droit de conquête"
- 1875 Anvers, Les Variétés : "La reine Margot" [4]
- 1876 Bruxelles, les Délassements : "Ruy Blas" [5]
- 1881 Paris,Théâtre de Cluny: Pascal dans "Pascal Fargeau"[6]de Jules de Marthold [7], Tourville dans "La fille de Lovelace"
- 1882 Paris, Théâtre de Cluny: "C'est la loi"
- 1884 Buenos-Aires, Opéra municipal compagnie Massenet: "Frou Frou", "Les faux bonhommes"
- 1885 Londres, Gaity-theatre: "Le prince Zilah" [8]
- 1887 Les Variétés : "Le prince Zilah", "Le roman d'un jeune homme pauvre", "Maître de forges", "Coquelin" [9].
- 1889 Liège, Le Gymnase: Administrateur, metteur en scène.
- 1891-1892 Rouen,Théâtre des Arts: "La closerie des genets", "Don César de Bazan", "Les brigands", "Le fils de la nuit".
- 1892 Grenoble, théâtre municipal: "Le député Leveau"
- 1898 Paris, Bouffes-Parisiens: "Fergus"
- 1902 Paris Théâtre du Châtelet: "Michel Strogoff"

## Vie privée
Nerssant fait la connaissance d'une jeune comédienne Marie Pauline Antoinette Lainé, plus jeune de 17 ans. Le couple a plusieurs enfants dont Marthe née en 1883 à Paris  et un fils Armand en 1887 à Argenteuil , puis une fille en 1889 Yvonne née à Liège, et un fils Jean en 1893 à Grenoble, décédé quelques mois après. Le couple se marie à Argenteuil le 19 août 1893. le couple a alors André en 1895 à Bordeaux  et Charles Roger en 1899 à Paris.